# 애니콜 디럭스 미츠 2
애니콜 디럭스 미츠 2(Anycall Deluxe MITs 2, SPH-P9200)는 삼성전자에서 2007년 11월 13일에 출시한 울트라 모바일 PC이다.